# Martin Steinmann (Bibliothekar)
Martin Steinmann (* 21. Juli 1940 in Aarau) ist ein Schweizer Historiker und Bibliothekar.

## Leben und Werk
Martin Steinmann besuchte in Basel das Humanistische Gymnasium und studierte anschliessend Geschichte, Germanistik und Lateinische Philologie. 1966 promovierte er an der Universität Basel zum Dr. phil. mit einer Dissertation über den Basler Buchdrucker Johannes Oporinus. Nach einem Jahr Mitarbeit am Mittellateinischen Wörterbuch in München wurde er Adjunkt in der Handschriftenabteilung der Universitätsbibliothek Basel. 1975 wurde er an der Universität Basel habilitiert. Von 1976 bis zu seiner Pensionierung 2005 war er als Nachfolger von Max Burckhardt Vorsteher der Handschriftenabteilung. An der Universität Basel lehrte er ab 1984 als Extraordinarius die Themen Paläographie und Bibliothekswissenschaft. Von 1973 bis 1998 war er Redaktor der Basler Zeitschrift für Geschichte und Altertumskunde.
Nach seiner Emeritierung erschien 2013 seine Quellensammlung zur Handschriftenkunde des Mittelalters, welche er in jahrelanger Arbeit angelegt hatte; in möglichster Vollständigkeit zitiert er darin über 900 Quellentexte zum Thema Schrift und Schreiben von der Antike (Cicero) bis ins 16. Jahrhundert, jeweils im originalen Wortlaut und in deutscher Übersetzung.

## Schriften (Auswahl)
- Johannes Oporinus, ein Basler Buchdrucker in der Mitte des 16. Jahrhunderts. Helbing & Lichtenhahn, Basel 1967 (Diss. phil. I, Universität Basel, 1966).
- Conrad Gesneri Historia Plantarum. Enthaltend Aquarelle aus dem botanischen Nachlass von Conrad Gesner (1516–1565) in der Universitätsbibliothek Erlangen. Hrsg. von Heinrich Zoller, Martin Steinmann und Karl Schmid. Faksimile-Ausgabe. 8 Bände. Urs Graf-Verlag, Dietikon 1972–1980 (mit Transkription aller Notizen Gessners durch Martin Steinmann).
- Handschriften im Mittelalter. Eine Quellensammlung. Schwabe, Basel 2013, ISBN 978-3-7965-2890-3.